# Messier 92
A Messier 92 (más néven M92 vagy NGC 6341) gömbhalmaz a Herkules csillagképben.

## Felfedezése
Az M92 gömbhalmazt Johann Elert Bode fedezte fel 1777. december 27-én. Charles Messier 1781. március 18-án tőle függetlenül újra felfedezte, majd katalogizálta.

## Tudományos adatok
A halmazban viszonylag kevés változócsillag ismert, ezek többsége RR Lyrae típusú. Legalább egy W Ursae Majoris típusú kettőscsillag is található a halmazban. Az M92 halmaz 112 km/s sebességgel közeledik felénk.

## Megfigyelési lehetőség
Az M92 kedvező körülmények között szabad szemmel is megfigyelhető.